# وليام جونسون كوري
وليام جونسون كوري (بالإنجليزية: William Johnson Cory)‏ (9 يناير 1823 - 11 يونيو 1892)، ولد باسم وليام جونسون، كان معلمًا وشاعرًا إنجليزيًا. فُصل من منصبه في كلية إيتون لتشجيعه على ثقافة الحميمية بين المعلمين والطلاب، رغم براءتها المحتملة. عُرف على نطاق واسع بنسخته الإنجليزية من مرئية هرقليطس التي كتبها كاليماخوس.

## حياته
ولد في غريت تورينغتون في ديفون، وتعلّم في إيتون، حيث أصبح بعد ذلك أستاذًا مشهورًا، يلقبه تلاميذه «توت» (اختصارًا لـكلمة «توتر» بمعنى مدرّس). بعد إيتون، حصل على منحة نيوكاسل، درس في كلية الملك في كامبريدج، حيث فاز بميدالية المستشار لكتابته قصيدة إنجليزية عن أفلاطون عام 1843، وحصل على منحة كرافن عام 1844. كتب شعرًا لاتينيًا بالإضافة إلى الشعر الإنجليزي. رغم شهرته بكتابة «هرقليطس»، وهي رواية مقتبسة عن مرئية كاليماخوس، «أخبروني يا هرقليطس، أخبروني أنك ميت»، عمله الشعري الرئيسي هو مجموعة أيونيكا.
أصبح كوري أستاذًا مساعدًا في كلية إيتون عام 1845 بعد تخرجه من جامعة الملك. أصر على أهمية توطيد العلاقات الشخصية بين المعلم والطالب. وصفه المؤرخ ج. دبليو. بروثرو بأنه «المعلم الأكثر ذكاءً في إيتون في عصره». وصفه آرثر كوليردج بأنه «الأستاذ الأكثر حكمة في إيتون». كان من بين تلاميذه السابقين العديد من رجال الدولة في تلك الفترة، بما في ذلك اللورد روزبيري والنقيب ألجيرون دروموند وهنري سكوت هولاند وهاورد أوفرينغ ستورغيس وتشارلز وود وآرثر بلفور.

### استقالته
أُجبر جونسون على الاستقالة من إيتون في عيد الفصح عام 1872 بعد أن اشتكى والدا طفل من «رسالة غير شرعية» كتبها جونسون للطفل وأُعلم مدير المدرسة بها. رغم اعتبار جونسون محبًا للغلمان وعدّه من بين الأخذان، يؤكد ريجينالد بريت في قاموس السير الوطنية أنه لا يمكن إثبات ذلك وأنه «لا يمكن لأحد أن يكون متأكدًا تمامًا من ظروف استقالته»، مضيفًا: «لا يوجد شك في أنه كان مولعًا بشكل خطير بعدد من الأولاد. رغم أنه ربما لم يعبر عن عواطفه بأي شكل جسدي، سمح بالعلاقات الحميمية بين الأولاد. رُفع سلوكه هذا إلى المدير، جيمس هورنبي، الذي طالب باستقالة جونسون.» علّق هورنبي على مطالبة استقالة جونسون أن السبب ليس لارتكاب أعمال «غير أخلاقية بالمعنى العادي للكلمة»، بل اللواط في حسن التعبير ضمن ذلك العصر، وقدم وليام سي. لوبنو وجهة نظر بديلة لإقالة جونسون، تفترض أن هورنبي «أقال وليام جونسون وأوسكار براونينغ لأنهما كانا مصلحين ليبراليين في مؤسسة فائقة في السلطوية ... [حاولا] إنشاء مجتمع تتكامل فيه كل من القوة والشخصية، الرغبة والانضباط، الحب والتعلم. ارتكبا جريمة سقراط: أفسدا الشباب من خلال خلق عالم من الولاءات المتعددة».

### التأثير بعد وفاته
يشتهر كوري برسالة يوضح فيها الغرض من التعليم. يعتبر الكثير كلماته دافعة لدراسة اللغة اللاتينية. التالي اقتباس كامل له:
لا تساعد المدرسة كثيرًا في اكتساب المعرفة كما هو الحال في بذل الجهود العقلية تحت النقد. يمكنك بالفعل عبر الالتحاق بكليات متوسطة الحصول على قدر معين من المعرفة والاحتفاظ بها؛ ولا يجب أن تندم على إمضاء ساعات طويلة لحفظ معلومات سيمحو النسيان أغلبها، لأن ظل المعرفة المنسية على الأقل يحميك من العديد من الأوهام. لكنك تذهب إلى مدرسة رائعة، ليس للمعرفة فحسب بل للفنون والعادات؛ لعادة الانتباه، لفن التعبير، لفن اتخاذ موقف فكري جديد في لحظة ما، لفن قراءة أفكار شخص آخر بسرعة، لعادة الخضوع للاستنكار والدحض، لفن الإشارة إلى الموافقة أو المعارضة بعبارات متدرجة، لعادة الدقة، لفن عمل ما هو ممكن في وقت معين، للذوق، للتمييز، للشجاعة العقلية، والتفكير بواقعية.

## روابط خارجية
- وليام جونسون كوري على موقع ميوزك برينز (الإنجليزية)
- وليام جونسون كوري على موقع ديسكوغز (الإنجليزية)